# جودی گان
جودی گان (انگلیسی: Judy Gunn؛ ۱۰ فوریه ۱۹۱۵ – ۱۹ آوریل ۱۹۹۱) یک هنرپیشه اهل بریتانیا بود.
از فیلم‌ها یا برنامه‌های تلویزیونی که وی در آن نقش داشته است می‌توان به آخرین سفر و آزمون عشق اشاره کرد.